# William Richard Chetwynd
William Richard Chetwynd (c. 1731 - février 1765) est un aristocrate et homme politique anglais.

## Biographie
Deuxième fils de John Chetwynd (2e vicomte Chetwynd), il fait ses études au Collège d'Eton et au Corpus Christi College de l'Université d'Oxford.
Il est élu député de Stafford en 1754 et occupe le siège jusqu'à sa mort en 1765. Son père avait été député pour le même siège de 1738 à 1747; la famille Chetwynd est étroitement associée à Stafford.
William Chetwynd épouse Elizabeth, fille de William Wollaston (1693-1757), député d'Ipswich. Ils ont une fille Isabella, qui épouse John Parsons.
William Chetwynd est décédé avant son père et n'a laissé aucun héritier mâle. Le domaine familial à Ingestre est transmis la mort de son père à sa sœur Catherine, puis à son fils William Talbot (1er comte Talbot), tandis que le titre de vicomte de son père est passé à l'oncle et homonyme de William Chetwynd (3e vicomte Chetwynd) .